# 何寶陸
何寶陸（1946年—），美國前外交官、作家，曾任美國駐廣州總領事館代理總領事及副總領事，亦為美國與斯洛伐克建交時第一位派駐該國首都布拉提斯拉瓦的使領館館長，負責美國駐斯洛伐克大使館的籌建工作。

## 經歷
何寶陸出生於紐約市，擁有紐約市立學院學士學位及哥倫比亞大學政治學博士文憑。1973年加入外交界服務，先後派赴駐瑞典大使館、駐保加利亞大使館、駐賽普勒斯大使館、駐芬蘭大使館等外館任職。
1990至1992年間，何寶陸調派至前捷克斯洛伐克擔任駐布拉提斯拉瓦總領事，成為美國在當地的外交代表，任內經歷捷、斯雙方分治並各自立國的天鵝絨分離進程，他因而負責籌建斯洛伐克建國後的美國駐斯國大使館，使之自布拉格的美國駐捷克大使館轄下獨立，並自1993年1月4日起擔任大使館臨時代辦，主持館務至7月7日為止。
何寶陸於斯洛伐克任期結束的1993年調返美國，任教於美國空軍大學空軍指揮參謀學院。波士尼亞戰爭後，他曾加入國際社會駐波赫高級代表卡爾·比爾特（後任瑞典首相）麾下任職，派駐波赫東北部的圖茲拉工作。1990年代末，他調至美國駐廣州總領事館副總領事及代理總領事，至2000年羅瑞智成為新任駐穗總領事後，亦擔任該領事館經濟官。何氏離華後改任美國駐烏克蘭大使館文化事務官，2003年自外交界退休。他於2010年將自己親歷斯洛伐克獨立和美斯建交的經驗撰寫成《斯洛伐克獨立之路：美國外交官目睹實錄》（Slovakia on the Road to Independence: An American Diplomat's Eyewitness Account）一書。